# Amalia Batista
Amalia Batista (lit. Amália Batista) é uma telenovela mexicana produzida por Valentín Pimstein para a Televisa e exibida pelo El Canal de las Estrellas entre 10 de outubro de 1983 e 22 de setembro de 1984.
A trama foi exibida originalmente às 17h30, de 10 de outubro de 1983 até 10 de agosto de 1984, e foi transferida para o horário das 18h, encerrando definitivamente a divisão de faixa que havia no horário das 17h, onde duas produções eram exibidas consecutivamente: uma às 17h e outra às 17h30. Essa reconfiguração estabeleceu um novo padrão para as novelas vespertinas da emissora.
Foi protagonizada por Susana Dosamantes, Rogelio Guerra e Roberto Ballesteros e antagonizada por Alicia Encinas, María Teresa Rivas, Inés Morales e José Elías Moreno.

## Sinopse
Amalia Batista é uma mulher que passou a maior parte da vida na prisão por ter assassinado em autodefesa seu próprio marido, um homem que a perseguiu constantemente. Felizmente por ela, graças ao advogado José Roberto Covarrubias, Amalia finalmente é libertada com a intenção de recuperar suas duas filhas, Leticia e Reyna. As meninas cuidaram de seus avós paternos, dona Ana Mercedes e Don Daniel, que odeiam Amalia e não pensam em permitir que sua nora recupere suas filhas.
Enquanto isso, Amalia se muda para uma casa humilde em uma área pobre e começa a procurar um emprego. Por acaso, Amalia acabou contratada como empregada na casa do advogado que a libertou, José Roberto Covarrubias. José Roberto é casado com Margarita, uma mulher bonita que sofre de uma séria doença terminal e que não quer que seu marido fique sozinho quando ela morrer. Então ela se propõe a encontrar uma esposa substituta e escolhe a Amalia como tal, convencida de que ela é a mulher indicada.
Para não perder seu trabalho, Amalia esconde de Margarita sua condição de ex-presa e também muda seu nome para Lorenza. Logo Amalia descobre o amor de José Roberto e, por sua vez, também percebe o mesmo. Com medo de seus sentimentos, Amalia tenta fugir de casa, mas a determinação de Margarita de fazê-la "a esposa perfeita" a faz desistir.
No entanto, a tranqüilidade é curta, uma vez que Dona Esperanza, a tia de Margarita, descobre que Lorenza é realmente a "assassina" Amalia Batista e imediatamente a rejeita e repreende José Roberto pela contratação de uma criminosa. Para adicionar insulto ao prejuízo, logo depois chega Irma, uma prima de José Roberto, calculista e maliciosa, que só quer se casar com ele quando está viúvo. Esperanza informa Irma sobre tudo e começa a assediar Amalia constantemente.
Ao mesmo tempo, Amalia luta para se aproximar de suas filhas, mas Dona Ana Mercedes e Don Daniel a impedem. Leticia, a mais jovem de suas filhas, é uma jovem amável e estudiosa. Por outro lado, a mais velha, Reyna, é rebelde e caprichosa e se casou sem amor com um jovem que a adora e depois a despreza. Amalia sofre por causa da falta de sua filha mais velha e porque ela não pode ajudá-la.
Quando Margarita morre, Amalia é expulsa da casa de Covarrubias. Com a ajuda de Dona Esperanza, Irma pretende se casar com José Roberto, mas ele a repudia e expulsa-a de sua casa. Mais tarde, José Roberto pergunta a Amalia, que inicialmente se recusa porque se sente culpada pela morte de Margarita, mas finalmente aceita que ela o ama profundamente. E para sua grande alegria, os avós fazem a paz com ela quando percebem a provação que Amalia sofreu com o filho e devolveu as filhas, que também perdoam a mãe.
Tudo parece indicar que nada pode arruinar a felicidade de Amalia, mas o infortúnio retorna à sua vida quando José Roberto conhece Viviana, uma viúva frívola e ambiciosa que matou seu marido para coletar sua herança. José Roberto, cego à perversidade das mulheres, inicia uma relação adúltera com ela e isso faz com que seu casamento com Amalia comece a quebrar. Destruído, Amalia encontra consolação em Esteban, o primo amável de José Roberto, que também é cego. Finalmente, os crimes de Viviana, que são presos, são descobertos, mas o dano já está feito: o casamento de Amália e José Roberto já foi destruído.
Depois de deixar suas filhas bem a caminho, Amalia começa a procurar uma nova vida na selva centro-americana para trabalhar como enfermeira voluntária, deixando também José Roberto mergulhado em profunda tristeza e arrependimento quando vê a mulher que ama partir e que não a soube valorizar como ela se merecia.
Na selva, Amalia conhece o jovem índio Macario, e ambos ficam loucamente apaixonados. Depois de superar as adversidades remanescentes, Amalia e Macario finalmente se casam de acordo com o rito indiano e vivem felizes para sempre.

## Elenco
- Susana Dosamantes - Amalia Batista
- Rogelio Guerra - Lic. José Roberto Covarrubias
- Roberto Ballesteros - Macario
- Nuria Bages - Margarita de Covarrubias
- Leticia Calderón - Leticia
- Leticia Perdigón - Reyna
- Alicia Rodríguez - Doña Ana Mercedes
- Armando Calvo - Don Daniel
- Gregorio Casal - Augusto
- Dolores Camarillo - Pachita
- María Teresa Rivas - Doña Esperanza
- Inés Morales - Irma Covarrubias
- Luis Uribe - Esteban Covarrubias
- Ada Carrasco - Petra
- Aurora Clavel - Adela
- José Elías Moreno - Jorge
- Alicia Encinas - Viviana Durán
- Connie de la Mora - Diana
- Maribella García - Marcela
- Magda Karina - Iris
- Rubén Rojo - Manuel
- Mario Sauret - Jaimito
- Beatriz Ornela - Sor María
- Nubia Palacio - Eugenia
- Julieta Montiel - Serafina
- Alberto Gavira - Juancho
- Patricia Myers - Rosa María
- Marta Resnikoff - Úrsula
- Jorge del Campo - Marcos
- Virginia Gutiérrez - Clementina
- Mónica Miguel - Matilde
- Maritza Olivares - Jazmín
- Antonio Brillas - Dr. Brambila
- Salvador Sánchez - Evaristo

## Prêmios e indicações

### TVyNovelas
| Categoria               | Indicado(a)       | Resultado |
| ----------------------- | ----------------- | --------- |
| Melhor telenovela       | Valentín Pimstein | Indicado  |
| Melhor ator antagonista | José Elías Moreno | Indicado  |
| Revelação feminina      | Leticia Calderón  | Indicado  |
| Melhor atriz            | Leticia Calderón  | Venceu    |